# 简·巴勒特
简·巴勒特（又名简·海弗里格；1908年3月25日—1991年3月16日）是一名澳大利亚艺术家，出生于塔斯马尼亚，她在霍巴特 与 悉尼 朱利安·阿仕顿艺术学校接受教育，师从西娅·普罗克托。 在伦敦期间，她在 伯纳德·梅恩斯基与马克·格特勒的指导下学习。
作为一名 现代主义 画家，巴勒特在20世纪中叶的悉尼艺术圈很具影响力。她入画的体裁往往选自 希腊悲剧 ，大都由 欧里庇得斯 和 索福克勒斯 创作，并深受荷马史诗的影响。 巴勒特是唯一一个多次获得苏曼奖的女性画家。1942年，巴勒特因为《丧钟为谁而鸣》而广受赞扬，1944年《伊菲格尼亚在陶里斯》而名声大噪。她参与设立了布莱克宗教艺术奖，此奖在国际享有盛誉。并且是创始审核员。 1935年，巴勒特嫁给了艺术家与评论员保罗·海弗里格。1957年，他们搬到了马略卡岛。尽管她之后仍旧会回澳大利亚办展览，她再没有在澳大利亚居住过了，并且成为了澳大利亚艺术圈的旁观者。

## 早年生活与绘画训练
1908年3月25日，巴勒特出生在塔斯马尼亚郊区，是家中的独女，她的母亲也是一名艺术家，父亲是邮政局长。 她最初在德洛兰恩的圣公会学校学习，13岁在霍巴特的友侪学院寄宿学习，然后在荷巴特的科技学院学习。 接着，她在悉尼朱利安·阿仕顿艺术学校求学，师从西娅·普罗克托，同学包括乔治·帕斯摩尔。1934年，在学生艺术展上，巴勒特的绘画与水彩画受到《悉尼先驱晨报艺术报》评论版的好评。 在阿仕顿艺术学校，巴勒特遇到了同为澳大利亚人的艺术家保罗·海弗里格，二人于1935年结婚。第二年他们去到欧洲，巴勒特（与帕斯摩尔一样）在威斯敏斯特艺术学校开始了学习，在那里她的老师为具象画画家伯纳德·梅恩斯基与马克·格特勒 1938年，巴勒特与其丈夫在巴黎大茅舍艺术学院学习写生。

## 职业生涯

### 澳大利亚
二战前，巴勒特与海弗里格回到了澳大利亚。 刚回到澳大利亚，巴勒特便在悉尼麦考利画廊举办了画展。 夫妻俩成为了悉尼艺术组织中家喻户晓的人物，该组织是悉尼“时髦的”现代主义艺术家的社交圈，成员包括威廉·多贝尔与罗塞尔·杜莱斯戴尔。 Bellette画并举行了定期表明--"一个展示每第二年和一个小组显示，每年在麦画廊"的。 巴勒特继续着她的绘画事业，并且定期举办展览---“在麦考利画廊每隔一年举办一次个人展，每年举办一次集体展”。她的丈夫在《悉尼先驱晨报》担任了15年艺术评论员。
1942年，巴勒特凭借《丧钟为谁而鸣》获得了乔治·萨曼奖，并且在1944年凭借《陶里斯的伊芙琴尼亚》再次获得该奖项，她的画作深受欧里庇得斯戏剧的影响。在画中，有一片干涸而空旷的空地，有一些骑士骑在马上，象征着“当下的澳大利亚人民，而不是古老的希腊人” 颁奖人更喜欢她的另一个画作《厄勒克特拉》，该画作描述了伊芙琴尼亚的妹妹，也是希腊悲剧中的著名人物形象---但是该画作没有参赛达到尺寸的要求。20世纪40年代，巴勒特深受欧里庇得斯，索福克勒斯与荷马创作的悲剧的影响，创造出了《陶里斯的伊芙琴尼亚》与《厄勒克特拉》等作品。她的创作对象与创作技巧使她有别于主流的现代主义画家，在她的创作中，她似乎有意避免传统画作与澳大利亚画作的明显区分。巴勒特表示，她倾向于利用色调与空间分布来营造空间的整体氛围。 艺术评论家在这些画作中找到了一些欧洲现代主义艺术家的影子，包括阿里斯蒂德·马约尔，乔治·德·基里科与皮耶罗·德拉·弗朗切斯卡，巴勒特在写给《澳大利亚艺术》期刊的文章中提到了这些人。
巴勒特的画作最为别致的地方在于其对于古典描绘对象的选择。1946年，巴勒特的画作至少在四个画展展出。 艺术评论家称这些画作汇集了“浪漫主义的大胆与古典主义的沉稳”  达到了一种“浪漫主义式的古典主义”。 尽管她的画作广受好评，也有一些不一样的声音。这些持保留意见的人主要认为，人们可能会模仿她画作的风格。巴勒特对于传统对象的刻画远远超过了传统的绘画。在1947年，她设计了一种纺织品，起名为“未知与传奇” .并且1948年，她为莎士比亚的《泰尔亲王的佩里克尔斯》创造了系列画作。她“充满活力的想象力”广受赞扬，然而，画作的戏剧性却受到诟病。

尽管她没有再次获得苏尔曼奖，但她的很多作品都在比赛期间得到了展览，包括1946,1947,1948与1950年的展览。 巴勒特继续将古典场景作为刻画对象。她在1950年创作了《伊芙琴尼亚不在时的叹咏》。这幅画在1976年由澳大利亚国立美术馆买下，在油画中有五个人物， “画中人物站立的姿势如雕像一般，有一种情欲的力量透过画作表现出来”。 国立美术馆馆长安妮·格雷解读道。
尽管画作中并没有明确的线索，我们依然会将其与悲剧，死亡与哀痛等等相联系---因为这副古典主义画作的名字。伊芙琴尼亚是阿伽门农的女儿，她为国家献出了生命。当时女神阿尔忒弥斯要求以伊芙琴尼亚作为交换来换取有利的风向，以助希腊的船可以驶向特洛伊。巴勒特这幅阴郁的画作可能在描绘伊芙琴尼亚的朋友们哀悼她的逝去。

1951年，巴勒特在联邦朱比利艺术比赛中得到第二名，当时第一名为杰弗里·斯玛特， 第二年，她凭借《静默生活的少女》赢得了由米高梅公司赞助的比赛,并受到很多人的欢迎。
尽管海弗里格从来没有评判过他妻子的展览， 但会有其他人在《悉尼先驱晨报》艺术评论版块上发表评论。就巴勒特1950年在麦考利画廊举办的画展而言，有一位评论家认为该画展“是该地区长久以来最鼓舞人心也是最有新意的一次画展”并且“她的画表现力强，色彩深沉，并且她对其表现形式非常自信。画中充满了感性与激情，不像很多其他的澳大利亚画家一样，画里只有颜色。”

两年后，该评论家在出席另一个艺术家在悉尼的个人画展时，发现巴勒特： 
在澳大利亚的艺术家里算是为数不多的一个可以将过硬的绘画技巧与敏感而丰富的情绪结合起来的画家。在该画展的一些有光线的景观画中，可以发现巴勒特在努力处理澳大利亚景观画的难点。耀眼的强光很容易将整个画作变得平淡无奇，并且将整体色彩变得惨白；然而这些问题丝毫没有影响到巴勒特作品中所传递出的强烈地张力以及黑暗的情绪。这需要更加冷静而少情绪化的笔触。然而在她找到合乎自己的审美趣味的景观后，巴勒特会以强大的技巧与超高的成效对景色进行描绘。如8号作品中崎岖的山路与变幻莫测的云彩，19号作品中由于侵蚀带来的土壤的衰减，以及14号作品《艰难国度》中令人心痛的荒凉。她的人物画画风稳健，栩栩如生。画中的女性看起来心事重重，似乎在思考她们如同女像柱一般沉重而乏味的未来。巴勒特的静物画与室内画堪称典范，颜色搭配阴沉而丰富。
在这期间，巴勒特还在墨尔本举办了一次展出，其中包含了一些黑白风景画的研究，以及她的一些古典希腊描绘对象的研究。《看守者》报艺术评论家阿诺德·舒尔对这两组作品做了对比，他认为，有一幅风景画“以其美丽的色调，独到的构图，以及身历其境感。让观者感觉心在歌唱”接着，他注意到风景画以及其他的画作“作者在努力以一种新的方法来处理古希腊的思想。”
1953年伦敦的英国艺术委员会艺术展里，展出了巴勒特以及其他12位澳大利亚美术家的作品，展览还在另外五个英国城市以及威尼斯双年展上展出。巴勒特是参展的唯二两位女性画家之一，另一位为康丝坦斯·斯托克斯。 正如巴勒特的苏尔曼奖获奖作品一样，巴勒特的描绘对象主要为古典主题：如《厄勒克特拉》（1944）与《俄狄浦斯》（1945）。艺术委员会主席肯尼斯·克拉克对英国群众对展览的反响很失望，英国群众由于民族意识而对巴勒特以及其他几位画家的作品关注很少。
因为海弗里格与巴勒特还和悉尼绘画圈有颇多交集，1954年，他们在新南威尔士州中部的黑尔安德（Hill End）买了一栋别墅，过去曾是金矿区。他们还在那里搭建了一个工作室，因此他们的别墅即成为了一个度假地，也成了他们在悉尼的熟人来往做客与艺术创作的圣地。往来的艺术名人包括德赖斯代尔，玛格丽特·欧莱，乔治·奥尔森，大卫·艾德格尔·斯特莱申，以及唐纳德·佛兰德。 这些艺术家的集会，有时也被称作黑尔安德派，以其风景画而著称。尽管巴勒特以其风景画出名，其古典意象画作与静物画也同样非常出色。因此有时候评论家不知道该怎样定义黑尔南德派的艺术风格。 然而，这个时期巴勒特创作的一些静物画被收藏了起来，如塔斯马尼亚州艺术博物馆中的《鱼》（1954）， 以及新南威尔士州美术馆收藏的《木碗》（1954） 这些画作大多色彩强烈，这也是很多评论家会关注的其早期作品的特点。
很多年来，海弗里格与巴勒特都在悉尼艺术圈里担任着非正式组织者。 1955年，巴勒特参与成立了为宗教艺术所设立的布莱克奖，并成为了首任评审。

### 马略卡生活
1957年，海弗里格持续了10多年的婚外情终于走到了尽头。 巴勒特与海弗里格离开澳大利亚本来是要赶紧办理离婚手续，结果又重归于好。两人在巴黎居住了一年后，最终定居在马略卡岛，他们起初住在德阿，后来他们在西恩巴乌的一个村庄里购置了房产。 在巴勒特的风景画与静物画中可以看到西班牙对其的影响，这种影响在20世纪60年代的时候频频见于其在澳大利亚创作出来的画作当中。 巴勒特移居到马略岛之后，她的作品再也没有在澳大利亚以外的国家展出过。
夫妻俩在1970年和1975年都回过澳大利亚，1983年巴勒特又独自回去过一次。 巴勒特已然变成了澳大利亚美术圈的旁观者。 部分是因为那个时候澳大利亚抽象表现主义盛行，对一小部分画廊老板产生了深厚的影响，因此他们对这位达到“极高水准”的女画家心存偏见。 然而，巴勒特在悉尼与墨尔本所举办的画展也屈指可数。 画展数量虽少，却广受好评，1964年，她的作品在南雅拉展出期间，历史学家兼艺术评论家伯纳德·史密斯在《世纪报》中称他“自从写专栏以来，还未在墨尔本的画展中看到过如此高质量的画展”。就巴勒特1966年在悉尼的展出而言，《先驱报》称她“可以将她所擅长的古典主义门庙会内容的形式上冷峻的美感与黑色浪漫相结合，正是这种结合使得她在澳大利亚绘画界获得比较高的地位，她以一种微妙而有力的方式探寻着原始的自然与人类的构建”。1971年墨尔本艺术评论家艾伦·麦卡洛特表明巴勒特最大的艺术成就在于其古典主义绘画的创作。这些画作令古典主义悲剧与当代的全球移民危机相呼应，并且“画作中充满了柔情与哀伤。在这些画作中，魂灵与远古时期文明的象征物居住在岩石遍布，晦暗无光的环境中，这也象征着当下的紧张局势与悲剧。”
巴勒特与海弗里格的余生都在马略卡岛上居住和工作，他们不时去一趟意大利。一些艺术家好友，如杰弗里·斯玛特与乔治·奥尔森也会定期来欧洲拜访他们。因为腰伤，巴勒特为个人展所准备的1976年的画作成为了她的最后一次展出。海弗里格于1982年3月去世；1986，巴勒特年战胜了乳腺癌并经历了乳房切除手术，最终于1991年3月16日与世长辞。

## 画作留存
在去世之前，巴勒特已经将黑尔安德的别墅留给了国家公园与野生动物保护机构（该机构负责黑尔安德区的历史遗迹维护），她当时提出的条件是该别墅应作为画家的静修处使用，现在该别墅仍作此用。直到2016年，巴勒特都是唯一一位多次获得苏尔曼奖的女性， 她的大部分作品都在新南威尔士的美术馆展出，其他一些艺术馆也收录了一些她的作品，如南澳大利亚美术馆，西澳大利亚美术馆，本迪戈美术馆，吉朗美术馆， 澳大利亚国家美术馆 以及塔斯马尼亚州艺术博物馆。 在2004至2005年期间，举行了巴勒特的艺术回顾展，展出先后在在巴瑟斯特美术馆，悉尼厄尔文美术馆，昆士兰大学美术博物馆，莫宁顿半岛美术馆以及堪培拉德尔厅美术馆进行。
阿曼达·布莱福德称巴勒特为澳大利亚“唯一一名真正的古典主义画家”， 通常巴勒特被看做是20世纪中叶悉尼现代艺术运动的代表人物。艺术史家詹妮·伯克称巴勒特为“战后艺术界的领军人物”， 昆士兰大学美术馆馆长称其为“自20世纪30年代至其1991年在马略卡岛上去世，巴勒特一直都是视觉艺术的先锋”。众人对她的画作看法不一，伯克认为巴勒特在悉尼绘画圈“可以说是最好的画家”。 的历史学家 杰弗里*达顿 是不相信关于她选择的主题，但赞扬Bellette的"放心，如果无声"的风格，同时驳回较低的努力，她的丈夫。 而史学家乔弗瑞·杜顿并不认可巴勒特对绘画对象的选择，但称赞她“静默有力的自信”风格，同时，对巴勒特丈夫所取得的艺术成就不屑一顾。 艺术史学家、画家萨沙·格里施恩则有不同的看法，在评论巴勒特20世纪40年代基于希腊神话创作的画作时，他写道，“作为画作，它们既没有足够的艺术感染力，也没有与当时的悉尼或澳大利亚艺术产生共鸣”。乔治·帕斯摩尔与巴勒特一起在澳大利亚与英格兰学习，去欧洲旅行，并且在集体画展上上两人的作品常常是相邻的， 他对巴勒特的作品持很强的批判性。伊万·奥杜特曾经参加过几次巴勒特的绘画课，他认为巴勒特的古典主义作品“造型呆板，绘画技术差，色彩毫无美感，如笨拙的填色画一般”。

## 注解
1. ↑  女像柱通常是运用女性形象做成建筑物的支柱等。